# 施泰因格拉本河 (阿爾特米爾河支流)
49°08′41″N 10°43′36″E / 49.14464°N 10.72662°E
施泰因格拉本河是德國的河流，位於該國東南部，由巴伐利亞負責管轄，屬於阿爾特米爾河的左支流，河道全長3.2公里，流經魏森堡-貢岑豪森縣。